# 1957 en hockey sur glace
Cette page présente les éléments de hockey sur glace de l'année 1957, que ce soit d'un point de vue rencontres internationales ou championnats nationaux. Les grandes dates des différentes compétitions sont données ainsi que les décès de personnalités du hockey mondial.

## International

### Championnats du monde
- 24 février  : début du 24e championnat du monde. Organisé à Moscou, et faisant suite à l'insurrection de Budapest, ces championnats sont boycottés par beaucoup de nations, notamment les équipes canadiennes et américaines.
- 5 mars : la Suède, invaincue, fait match nul 4 à 4 contre l'URSS, pourtant largement favorite. Les Suédois remportent ainsi leur 2e titre mondial[1].

## Autres Évènements

### Fondations de club
- Imatran Ketterä (Finlande)
- Salavat Youlaev Oufa (Russie)

### Décès
- 6 mai : décès de Lorne Campbell.